# Skotland
Skotland (skotsk/engelsk: Scotland, skotsk gælisk: Alba) er et af de fire konstituerende lande i Det Forenede Kongerige Storbritannien og Nordirland i det nordvestlige Europa. Skotland er den næststørste del (med 32 % af arealet og 8 % af befolkningen) efter England, fulgt af Wales og Nordirland. Det geografiske område består af den nordlige tredjedel af øen Storbritannien samt øgrupperne Shetlandsøerne, Orkneyøerne og Hebriderne. Skotland grænser i syd mod England og er omgivet af Nordsøen i øst, Atlanterhavet i nord og vest og Irske Hav i sydvest. Foruden fastlandet består Skotland af over 790 øer. Hovedstaden Edinburgh er et af Europas største finansielle centre, men den største by er Glasgow. Øvrige store byer er Aberdeen og Dundee.
Kongedømmet Skotland var en uafhængig stat indtil 1. maj 1707, da unionsloven forenede landet med kongeriget England til kongedømmet Storbritannien. De to lande havde haft fælles monark siden personalunionen i 1603, men havde fortsat været selvstændige lande. Skotland er fortsat konstitueret som en selvstændig stat, selv om landet blev styret fra London i 292 år, men har altid haft egen forvaltning, inkluderet eget juridisk og retsligt system, der bygger på andre principper end de engelske. Skotland har også selvstændigt uddannelsessystem og var et af de allerførste lande i verden til at indføre obligatorisk skolegang. Desuden har Skotland også egen statskirke.
Den skotske lov, det skotske skolesystem og den skotske kirke har bidraget til at opretholde den skotske identitet og nationalitet til trods for unionen. Efter en folkeafstemning blev det skotske parlament genoprettet i 1999. I efteråret 2014 blev der afholdt skotsk folkeafstemning om uafhængighed fra Storbritannien, hvor 55,3 % stemte mod skotsk uafhængighed.

## Etymologi
Et gælisk folkeslag fra Irland, skotterne, indvandrede eller invaderede det land, som senere er blevet opkaldt efter dem. Ordet ‘skotte’ er lånt fra latin og refererede til Skotland fra omtrent sidste halvdel af 900-tallet, da det optrådte i de skriftlige kilder i Den angelsaksiske krønike som en reference til landet til gælerne, analogt til latinske Scotia. Skotske konger benyttede titlen Basileus Scottorum eller Rex Scottorum (i betydningen ‘gælernes enekonge’) og Rex Scotiae (‘konge af gælernes land’) en gang i 1000-tallet, sandsynligvis influeret af titlen Imperator Scottorum som den irske enekonge Brian Boru benyttede i 1005.

## Historie

### Forhistorie
Videnskaben antager, at den første menneskegruppe af jægere og samlere kom til Skotland for omkring 11.000 år siden, da istiden ophørte. De første fastboere begyndte at bygge de første huse på skotsk jord for cirka 9.500 år siden, og de første landsbyer opstod for omkring 6.000 år siden.

### Første årtusind
Skotlands skrevne historie begynder hovedsagelig med, at Romerriget invaderede det nuværende Storbritannien og besatte det nuværende England og Wales og administrerede området som en romersk provins ved navn Britannien. Dele af sydlige Skotland var kortvarigt kontrolleret indirekte af romerne. Det område, som lå nord for Hadrians mur, Caledonia, var udenfor romersk dominans. Dette område var befolket af folkeslaget pikterne i kongedømmet Piktland, og senere dannede gælere fra Irland kongedømmet Dalriada. Piktland blev domineret af det piktiske kongedømme Fortriu. Det skotske flag som et Andreaskors (X-kors) blev antagelig antaget af kong Oengus mac Fergus af Piktland i 832 efter en sejr over mændene fra Northumbria ved Athelstaneford. Kongedømmet Skotland er traditionelt blevet dateret til år 843, da Cináed mac Ailpín (Kenneth 1. af Skotland) blev konge over både skotterne og pikterne.

### Middelalderen
I de følgende århundreder ekspanderede skotternes kongedømme fra et forholdsvis lille område i Moray til henimod det, som blev dagens Skotland. Helt i nord og på de ydre øer beholdt norrøne bosættere kontrollen, mens de skotske konger stadig forsøgte at udvide territorierne sydover i det nordlige England.
Perioden var alligevel markeret med et relativt godt forhold til Wessex-herskere i England samtidig med, at der var intens dynastisk uenighed indad. Efter invasionen af kongedømmet i Strathclyde ved kong Edmund 1. af England i 945 blev provinsen overtaget af kong Máel Coluim mac Domnaill (Malcolm 1. af Skotland). Under kong Indulf af Skotlands styre (954-962) erobrede skotterne fæstningen, der senere blev kaldt Edinburgh, deres første fodfæste i Lothian, og kong Máel Coluim mac Cináeda (Malcolm 2. af Skotland)s styre markerede en tættere kontrol med disse områder, men det kritiske år var 1018, da Máel Coluim besejrede northumbrianerne i slaget ved Carham.

### Normannisering af Skotland
Den normanniske erobring af England i 1066 medførte en kæde af begivenheder, der drev det skotske kongedømme væk fra dets gæliske rødder. Kong Máel Coluim mac Donnchada (Malcolm 3. af Skotland) giftede sig med prinsesse Margaret, søster til Edgar Ætheling, den afsatte anglosaksiske tronprætendent i England, og som derefter fik skotsk støtte. Margaret spillede en hovedrolle ved at reducere indflydelsen fra den keltiske kristendom, og da hendes yngste søn blev konge som David 1. af Skotland inviterede han normanniske adelsmænd til landet. Disse bidrog til en normannisk feudalisering af Skotland. David etablerede en række bykerner, såkaldte burgher, for at udvikle handelen med kontinentet og Skandinavien. David giftede sig normannisk, og ved slutningen af 1200-tallet var en række af adelsfamilierne i Skotland normanniske. De første møder i Skotlands parlament opstod ligeledes på denne tid.

### Den skotske uafhængighedskrig
Skotlands krise begyndte med at den purunge Margareta, jomfruen fra Norge, døde under sejladsen fra Norge til Skotland. Hun var den sidste direkte arving efter kong Alexander 3. af Skotland. Den skotske adel inviterede den engelske konge til at afgøre rivaliserende krav om arveretten til den skotske trone. Kong Edvard 1. af England indsatte i stedet Johan Balliol som vasalkonge og udøvede direkte kontrol over Skotland, men skotterne modsatte sig at blive underlagt engelsk styre, først under ledelse af William Wallace og Andrew Murray, der støttede Johan Balliol, som sad i engelsk fangeskab. Mod alle odds slog de to hærførere englænderne i Stirling Bridge i 1297. Den legendariske Robert Bruce, som blev kronet som Robert 1. den 25. marts 1306, vandt en afgørende sejr over englænderne i slaget ved Bannockburn mellem den 23. og 24. juni 1314, men krigen blussede op igen under den anden uafhængighedskrig fra 1332 til 1357, da Edvard Balliol forsøgte uden held, selv med aktiv støtte fra England, at vinde tronen tilbage fra Bruce-familiens arvinger. Ved fremkomsten af Stewart-dynastiet i 1370'erne begyndte situationen i Skotland igen at stabilisere sig.
I slutningen af højmiddelalderen begyndte Skotland at dele sig i to kulturelle områder – det hovedsagelig skotsk-talende lavland og det hovedsagelig gælisk-talende højland og helt syd i Galloway. Historisk set har lavlandet fra Edinburgh og sydover været nærmere den europæiske kultur i modsætning til klan-systemet i de nordlige regioner, der forblev dominerende frem til personalunionen i 1707.

### Union med England
I 1603 arvede kong Jakob 6. af Skotland tronen i kongedømmet England, forlod Skotland for aldrig mere at vende tilbage og blev således Jakob 1. af England. Med undtagelse af en kortere periode under Oliver Cromwells protektorat forblev Skotland en selvstændig stat, men med betydelige konflikter mellem kronen og den presbyterianske bevægelse convenanterne over kirkens styre. Efter Den ærerige revolution og afsættelsen af den katolske Jakob 7. ved Vilhelm og Maria blev Skotland kortvarig truet til at vælge en anden protestantisk monark fra England. I 1707 derimod, efter trussel fra England om lukning af handelen og fri bevægelse over grænserne, gik det skotske og det engelske parlament sammen om personalunionen ("Acts of Union"), som dannede kongedømmet Storbritannien.
To betydelige Jakobitoprør opstod i det vestlige Skotland i 1715 og 1745, men fejlede i at fjerne Huset Hannover fra den britiske trone i 1746 da prins Karl Edvard Stuart, også kendt som Bonnie Prince Charlie, gjorde krav på den skotske trone. Det sidste slag om magten blev ført på Culloden Moir 16. april 1746 udenfor Inverness, hovedstaden i det skotske højland, hvor mere end 1200 skotter og knap 400 englændere døde.

### Den moderne periode
I kølvandet på den skotske oplysningstid og den industrielle revolution blev Skotland et af de kommercielle, intellektuelle og industrielle magtcentre i Europa. Paradoksalt var det, at der samtidig med den nationale og kulturelle blomstring var stor fattigdom, der kulminerede med den brutale såkaldte udrensning af Højlandet, "The Highland Clearances", i 1800-tallet da småfolks bosteder blev brændt ned, sult og nød bredte sig og en stor del af Skotlands befolkning blev tvunget til udvandre for at skabe plads til rigmænds fåregræsgange.
I tiden efter den anden verdenskrig skabte nedgangen i industrien nød og arbejdsløshed, men de sidste ti år har Skotland opnået en kulturel og økonomisk renæssance, næret af den forbedrede økonomi, opbygningen af en elektronikindustri og udvindingen af olie og gas fra Nordsøen. I 1945 fik Det skotske nationalitetsparti det første medlem i parlamentet til støtte for ønsket om skotsk selvstændighed. Tanken om skotsk selvstændighed voksede, men i 1979 stemte et flertal af skotterne mod en egen folkevalgt forsamling med sæde i Edinburgh. Den konservative statsminister Margaret Thatcher og de fleste skotter havde ikke sympati for hinanden. Den konservative regerings skattepolitik mødte hård modstand fra skotterne. Dette førte igen til nye krav om skotsk selvstyre.
Regeringsmagten over Skotland blev delegeret fra det britiske parlament til det skotske parlament gennem Skotlandloven af 1998. Det skotske parlament, etableret i 1999, har både lovgivende og udøvende magt; den udøvende magt udøves af en eksekutivkomité ("Scottish Executive") med en førsteminister som leder.
Ved valget i foråret 2011 vandt Skotlands nationalistiske parti (SNP) en overvældende sejr. De fik 65 ud af 129 mandater i det skotske parlament. Dette var den største sejr for et parti siden parlamentet blev genindført i 1999. Partiet lovede efter sejren en bred tilhængerskare en folkeafstemning om selvstændighed.
Den 17. oktober 2012 lagde premierminister David Cameron, og Skotlands førsteminister, Alex Salmond (formand for SNP) sidste hånd på aftalen om en folkeafstemning om skotsk uafhængighed, der blev afholdt d. 18 september 2014. Året 2014 blev valgt for at markere 700-årsdagen for Slaget ved Bannockburn, hvor Robert 1. af Skotland vandt over den sin modstander John de Balliol (der blev støttet af den engelske hær) og dermed forstærkede Skotlands selvstændighed. Meningsmålinger viste at mellem 30 og 40% af skotterne støttede selvstændighed. Den 18. september 2014 blev der afholdt folkeafstemning om emnet, hvor et flertal stemte for at forblive en del af Storbritannien.
Ved Folkeafstemningen om Storbritanniens EU-medlemskab 2016 stemte 62% af vælgerne i Skotland for forbliven i EU, mens flertallet i hele Storbritannien stemte for at forlade EU. Dette har ført til krav om en Anden folkeafstemning om Skotlands uafhængighed af Storbritannien.

## Politik
Som et af de konstituerede lande af Storbritannien er det skotske overhoved den britiske monark, nuværende dronning Elisabeth 2. (siden 1952).
Konstitutionelt er Det Forenede Kongerige en union med et regerende parlament og regering. Under systemet med selvstyre (home rule = hjemmestyre) fra slutningen af 1990'erne fik de konstituerede lande inden for Det Forenede Kongerige begrænset selvstyre, underlagt det britiske parlament i Westminster, der kan ændre, udvide eller afskaffe det nationale selvstyre. I den forstand er det skotske parlament ikke selvstændigt og uafhængigt, men det betragtes som lidet sandsynligt, at et britisk parlament ensidigt vil afskaffe selvstyre uden at afholde en folkeafstemning herom i de respektive lande.
Udøvende magt i Det Forenede Kongerige er gennem fuldmagt givet til dronningen i rådsforsamlingen, Queen-in-Council, mens lovgivende magt gennem fuldmagt er givet til dronningen i parlamentet, Queen-in-Parliament (kronen og parlamentet og den udøvende magt i Det Forenede Kongerige ved Westminister i London). Under selvstyret har den udøvende og lovgivende magt i bestemte områder givet konstitueret delegeret magt til eksekutivkomitéen og det skotske parlament i Holyrood i Edinburgh. Det Forenede Kongeriges parlament beholder suverænitet over det skotske skattesystem, det sociale sikkerhedssystem, militæret, og internationale forbindelser, radio og tv samt i flere andre områder, der alle er tydeligt specificeret i Skotlandsloven af 1998 som reserverede sager. Det skotske parlament har lovgivende autoritet over alle områder relateret til Skotland, men har begrænset myndighed til at ændre indkomstskatter.
Det skotske parlament er en lovgivende forsamling bestående af 129 medlemmer. Af dem repræsenterer 73 medlemmet individuelle valgkredse (personlige stemmer), mens 56 vælges fra otte forskellige valgregioner med tillægsmandater. Dronningen udpeger ved en nomination i parlamentet et af parlamentsmedlemmerne som premierminister. Andre ministre bliver også udpeget af dronningen ved nomination i parlamentet, og sammen med førsteministeren danner de regeringen.
Den nuværende førsteminister (siden 2014) er Nicola Sturgeon fra det skotske nationalparti (Scottish National Party), som er tilhænger af skotsk uafhængighed. Det vigtigste oppositionsparti er Arbejderpartiet (Labour Party). Andre partier er det konservative parti (Conservative), Liberaldemokraterne (Liberal Democrats), det skotske grønne parti (Scottish Green Party) og det skotske socialistparti (Scottish Socialist Party).
Under selvstyret er Skotland repræsenteret med 59 medlemmer fra parlamentet i det britiske Underhus (House of Commons), valgt fra territorialbaserede skotske valgkredse. En statssekretær for Skotland sidder i Det Forenede Kongeriges kabinet og er ansvarlig for reserverede (ikke-delegerede) beslutninger samt forholdet til andre ministre i Whitehall. Det skotske parlament kan overføre sager, som anses for at vedrøre Det Forenede Kongerige, tilbage til Westminster. Skotlandsministeriet (Scotland Office) er et ministerium i Det Forenede Kongeriges regering, der er ansvarligt for særlige skotske anliggender. Den nuværende statssekretær for Skotland er Michael Moore. Indtil 1999 kunne skotske adelsmænd sidde i det britiske Overhus (House of Lords).
Den politiske debat i Skotland har tilbøjelighed til at bevæge sig omkring konstitutionelle spørgsmål. Under presset fra en voksende støtte til skotsk uafhængighed er selvstyrepolitikken til en vis grad blevet en sag for de tre største partier i løbet af deres historie, skønt både Arbejderpartiet og Det konservative parti til tider har været modstandere af den. Spørgsmålet har domineret den skotske politiske debat i den sidste halvdel af 1900-tallet. Nu da selvstyret er blevet indført, går spørgsmålene på, om det skotske parlament skal have udvidet myndighed (eksempelvis over finanser og skatter), eller om det skal opnå fuld uafhængighed.
Der er en del politiske beslutninger inden for offentlige tjenester, som skiller Skotland fra resten af Storbritannien. Mens universitetsuddannelse og ældreomsorg er næsten gratis i Skotland, er der delvis betaling herfor i resten af Storbritannien. Skotland var også det første land i Storbritannien, der forbød tobaksrygning på offentlige områder.

## Lov
Skotsk lov er loven i Skotland. Det er et unikt system med rødder både i oldtiden og i romersk lov og kombinerer egenskaber fra en borgerlov, der dateres tilbage til Corpus Juris Civilis og almen lov, der har kilder i middelalderen. Vilkårene for Unionstraktaten med England i 1707 garanterede den fortsatte eksistens af et separeret lovsystem i Skotland. Tidligere var der flere forskellige regionale lovsystemer, et der var i brug var Udal Law på Orkneyøerne og Shetlandsøerne med rødder tilbage til nordisk tid og baseret på den norske Odelsret, men som for det meste blev afskaffet i 1611. Andre lovsystemer var baseret på almindelig gælisk eller bretonsk lov, som overlevede i Det skotske højland helt frem til 1800-tallet.
Skotsk lov har tre former for domstole: civile, kriminelle og heraldiske domstole. I de civile domstole er højesteretten (High Court of Justiciary) den øverste og afgørende kriminaldomstol. Begge domstole holder til i Parliament House i Edinburgh, det tidligere parlament i Skotland før selvstyret. Amtsdomstolen (Sheriff Court) er hoveddomstolen for civile og kriminelle retstvister. Der er 60 af disse over hele landet. Distriktsdomstole blev introduceret i 1975 for mindre lovovertrædelser. Den heraldiske domstol (Court of the Lord Lyon) regulerer heraldiske spørgsmål i Skotland.
I skotsk lov tillades tre kendelser i kriminelle sager, inkluderet den kontroversielle "ikke bevist"-domsafgørelse. Ikke-bevist og ikke-skyldig giver samme udslag – at en person ikke kan blive tiltalt for samme forbrydelse igen.

## Underafdelinger
I 1996 blev Skotland inddelt i 32 kommuner ('council areas'). Disse er fælles myndigheder for alle lokale tjenester som uddannelse, sociale tjenester, miljø og vejvæsen. Nogle af de større kommuner er desuden inddelt i lokalråd, hvilket er uformelle organisationer, der repræsenterer bestemte områder.
Dronningen udpeger såkaldte Lord Lieutenants, der repræsenterer hende i de 35 'lieutenancy areas', der ikke er sammenfaldende med kommunegrænserne.
For at kunne administrere retsvæsenet er Skotland inddelt i seks retskredse.
I det skotske parlament er der 129 medlemmer (73 valgt gennem flertalsvalg i enkeltmandskredse og 56 valgt på regionale lister). I Storbritanniens parlament er der 59 skotske parlamentsmedlemmer.
Bystatussen på niveauet city i Storbritannien er bestemt af det kongelige charter. For øjeblikket er der syv byer med denne status i Skotland, idet Perth netop har fået tildelt nedenstående statusser:
- Aberdeen
- Dundee
- Edinburgh
- Glasgow
- Inverness
- Perth
- Stirling

Status som kongelig købstad ('burgh') er tildelt ved kongeligt dekret og bliver afholdt 66 steder. Dundee er den eneste by, der også har status som kongelig købstad. Aberdeen, Edinburgh, Glasgow, Inverness og Stirling har alle mistet denne æresposition.

## Geografi

### Afgrænsninger
Skotland består af den nordlige tredjedel af øen Storbritannien og ligger i det nordvestlige hjørne af Europa. Den totale landmasse består af 78.772 km2. Skotlands eneste landegrænse er mod England i syd, og strækker sig 96 km fra kyst til kyst, fra floden Tweed på østkysten til fjorden Solway Firth i vest. Øen Irland ligger omkring 30 km syd for det sydvestlige Skotland. Norge ligger omkring 400 km mod nordøst og Færøerne og Island ligger direkte mod nord. Skotland ligger mellem Atlanterhavet og Nordsøen.
Skotlands territorium blev generelt fastlagt ved York-traktaten i 1237 mellem Skotland og England og Perth-traktaten i 1266 mellem Skotland og Norge. Undtagelserne inkluderer Isle of Man, der nu er underlagt den britiske krone, men ikke er en del af Det Forenede Kongerige, Orkneyøerne og Shetlandsøerne der blev lånt fra Danmark-Norge, og byen Berwick-Upon-Tweed, der blev underlagt engelske love i henhold til parlamentsbeslutningen ("Wales and Berwick Act") i 1746. Den lille ø i Atlanterhavet, Rockall, blev annekteret af Storbritannien i 1972 og blev administrativt underlagt Harris på Hebriderne, men dette er blevet bestridt af Irland, Island og Danmark. Både Storbritannien (i 1997) og Irland (i 1996) har siden ratificeret de Forenede Nationers konvention om Søloven, der ekskluderer Rockall fra at blive betragtet som et landområde, fra hvilket territorialgrænser kan udmåles, skønt Rockall påstås at være indenfor både Storbritanniens og Irlands territorialgrænser.
Landet består af et fastlandsområde foruden flere øgrupper. Fastlandet kan inddeles i tre områder: Højlandet i nord (Highland); det centrale bælte (Central Belt) og de sydlige højlande (Southern Upland). De nordlige højlande er bjergrige og delt i to af Great Glen. De højeste bjerge i Storbritannien ligger her som fx Ben Nevis, der er 1.344 meter højt. Alle bjerge der er over 900 meter, er kendt som Munros. Det centrale bælte er generelt lavland, og her bor de fleste indbyggere. Det centrale bælte bliver ofte opdelt med områderne omkring Glasgow på vestkysten og områderne omkring hovedstaden Edinburgh på østkysten. De sydlige højlande består af en række højdedrag og bjerge, der strækker sig omkring 200 km fra Stranraer ved det Irske Hav til East Lothian og Nordsøen.
Skotland har over 790 øer, inddelt fire hovedgrupper: Shetlandsøerne, Orkneyøerne og Hebriderne, sidstnævnte delt i Indre Hebriderne og Ydre Hebriderne. Firth of Clyde og Firth of Forth har også mange øer. St. Kilda er den mest fjerntliggende af alle ubeboede skotske øer og ligger over 160 km fra fastlandet.

### Klima
Det skotske klima er tempereret og oceanisk samt er almindeligvis meget omskifteligt. Der tilføres varme af Golfstrømmen fra Atlanterhavet. Temperaturen er generelt lavere end i resten af Storbritannien. Den laveste temperatur, -27.2 °C, blev målt ved Braemar i Grampian-bjergene den 11. februar 1895 og 10. januar 1982 samt ved Altnaharra i Højlandet den 30. december 1995. Gennemsnitlig maksimal vintertemperatur er 6 °C i lavlandet og gennemsnitlig maksimal sommertemperatur er 18 °C. Den højeste temperatur, som er blevet målt, er 32.9 °C ved Greystock i grænseområderne den 9. august 2003.
Generelt er det vestlige Skotland varmere end det østlige område på grund af Golfstrømmen, og den laveste overfladetemperatur er ved Nordsøen. Tiree på Indre Hebriderne er det mest solrige sted i landet: det havde 300 dage med solskin i 1975. Regnmængden varierer over hele Skotland. De vestlige højlande i nord er de mest regnfulde områder med årlig gennemsnitlig nedbør på mere end 3.000 mm. Til sammenligning får det meste af lavlandet mindre end 800 mm årligt. Kraftigt snefald er ikke almindeligt i lavlandet, men bliver mere almindeligt længere mod nord. Braemar har et gennemsnit på 59 snedage om året, mens kystområderne har gennemsnitlig mindre end 10 dage.

## Økonomi
Den skotske økonomi er tæt forbundet med økonomien i Europa og den øvrige vestlige verden, specielt hvad angår eksport. Skotsk økonomi er markedsstyret, men med nogen offentlig justering. Efter den industrielle revolution var skotsk økonomi koncentreret om sværindustri, domineret af skibsbygning, kulminedrift og stålindustri. Skotlands deltagelse i det britiske statssamfund gav mulighed for eksport til resten af verden. Da væksten i industrien faldt dramatisk efter 2. verdenskrig, ændrede karakteren af skotsk økonomi sig betydeligt, og den blev vendt mod teknologi og tjenestebaseret økonomi. I 1980'erne opstod der en voldsom vækst i den såkaldte "Silicon Glen"-korridor mellem Glasgow og Edinburgh, hvor mange store teknologivirksomheder blev opbygget. Opdagelsen af olie i Nordsøen i 1970'erne bidrog også til at omforme skotsk økonomi i betydelig grad.
Edinburgh er Skotlands finansielle center, det sjettestørste i Europa, og med mange store finansvirksomheder, blandt andre Royal Bank of Scotland (anden største bank i Europa), HBOS (ejerne af Bank of Scotland) og Standard Life. Glasgow har Skotlands største havn og er det fjerdestørste tekstilindustriområde i Storbritannien og står for mere end 60 % af Skotlands tekstileksport. Skibsværftsindustri, selv om den er betydelig mindre end i blomstringstiden i første halvdel af 1900-tallet, betyder fortsat meget for byens indtægter. Byen er også Skotlands største og vigtigste handelscenter, og er også et af Europas 20 største finansielle centre, hvor mange af Storbritanniens vigtigste selskaber befinder sig. Aberdeen er blevet kaldt Europas oliehovedstad, selv om Stavanger vil hævde det samme, og er centeret for den skotske del af Nordsøolien. Andre vigtige industrier er kemikalier, destillering, brænderier, fiskeri og turisme.
I 2003 eksporterede Skotland (ikke medregnet handel med resten af Storbritannien) for omkring £18,7 mia., hvor 70 % (£13,1 mia.) skyldtes fabrikation. De største eksportprodukter for Skotland er whisky, elektronik og finansielle ydelser. De største markeder er USA, Tyskland og Frankrig. Skotlands bruttonationalprodukt (BNP) er akkurat på over £74 mia. ($130 mia.) (2002), og giver pr. indbygger en BNP på £14.651 ($25.546) (2002).
Kun cirka en fjerdedel af landet er opdyrket (korn og grønsager), men fårehold er fortsat vigtigt i højlandet, som er dårligt egnet til agerbrug, og på øerne. Størsteparten af jordområderne ejes af relativt få personer, og kun 350 mennesker ejer cirka halvdelen af hele Skotland. Som et resultat af den snævre ejerkoncentration vedtog det skotske parlament i 2004 en landreform, der gjorde det muligt for gårde, som lejede jord, og mindre samfund at købe land, selv om jordejeren ikke var villig til at sælge.
Skotsk finans har også nogle særegne karakteregenskaber. Selv om Bank of England er nationalbank for hele Storbritannien, udsender tre skotske banker, Bank of Scotland, Royal Bank of Scotland og Clydesdale Bank deres egne, skotske Sterling-pengesedler. Disse tilsvarer og veksles én til én med de Sterling-sedler, som Bank of England udsteder, tilsvarende med Sterling fra Isle of Man. Til trods for dette er det kendt, at butiksejere i England har afvist skotske pengesedler, men en ny lov skal løse dette ved at forbyde afvisning af skotske sedler.
Royal Bank of Scotland producerer fortsat pengesedler på £1, noget som er unikt blandt britiske banker. Den komplette række af banksedler som udsendes er £1, £5, £10, £20, £50 og £100. Samlet værdi på alle sedler i cirkulation er på omkring £2.500 millioner.

### Skotske opfindelser
Før den industrielle revolution har skotter været foregangsmænd og innovatorer på en række fagområder: Dampmaskine, pedalcykel, makadamisering, telefon, fjernsyn, transistor, film, penicillin, elektromagnetisme, radar, insulin, matematik og kloning.

## Demografi

### Befolkningsantal
Befolkningen i Skotland talte i 2001 hele 5.062.011 mennesker, og det var steget til 5.094.800 i henhold til beregninger for juli 2005. Det ville have gjort Skotland til det 112. største land i verden i befolkningstal, hvis Skotland var en selvstændig stat.

#### Byer
I 2011 var Skotlands 20 største byer:
| Rang | By            | Befolkningstal |
| ---- | ------------- | -------------- |
| 1    | Glasgow       | 590.507        |
| 2    | Edinburgh     | 459.366        |
| 3    | Aberdeen      | 195.021        |
| 4    | Dundee        | 147.285        |
| 5    | Paisley       | 76.834         |
| 6    | East Kilbride | 74.395         |
| 7    | Livingston    | 56.269         |
| 8    | Hamilton      | 53.188         |
| 9    | Cumbernauld   | 52.270         |
| 10   | Kirkcaldy     | 49.709         |
| 11   | Dunfermline   | 49.706         |
| 12   | Inverness     | 48.201         |
| 13   | Perth         | 46.970         |
| 14   | Ayr           | 46.849         |
| 15   | Kilmarnock    | 46.159         |
| 16   | Greenock      | 44.248         |
| 17   | Coatbridge    | 43.841         |
| 18   | Glenrothes    | 39.277         |
| 19   | Airdrie       | 37.132         |
| 20   | Stirling      | 36.142         |

### Sprog
Storbritannien har ikke noget officielt sprog, men Skotland alene har hele tre officielle og anerkendte sprog: Engelsk, skotsk gælisk og skotsk. Engelsk er hovedsproget, og alle skotter taler skotsk standard engelsk. Skotsk gælisk og skotsk er anerkendt under det europæiske charter for regionale eller minoritetssprog der er ratificeret af Storbritannien i 2001, og Skotland er forpligtet til at give støtte til både skotsk og skotsk gælisk.
I løbet af de sidste hundrede år er antallet af indfødt gælisktalende dalet fra omkring 5 % til kun 1 % af befolkningen. Sproget tales stort set kun på de vestlige øer, hvor kommunerådet bruger det gæliske navn om sig selv; "Comhairle nan Eilean Siar" ("Council of the Western Isles" eller "Kommunerådet for de vestlige øer"). Ifølge loven om det gæliske sprog fra 2005 er det besluttet af det skotske parlament, at der skal tilbydes et begrænset udvalg af offentlige tjenester, hvor gælisk og engelsk sprog skal ydes "ligeværdig respekt", men ikke have ligeværdig, legal status.
Det er beregnet af General Register Office for Scotland, at omkring 30 % af befolkningen taler skotsk flydende. Skotsk er et vestgermansk søstersprog til engelsk. Offentlig støtte til skotsk vokser langsomt, efter at sproget har været undertrykt i henved tre århundreder. De skotske myndigheder tilbyder økonomisk støtte til forskellige skotsksprogede projekter og forskning, herunder en større skotsk ordbog.

### Religion
Kirken i Skotland, Church of Scotland, også betegnet med det gamle nordiske ord The Kirk, er en national kirke. Den er presbyteriansk, men er ikke underlagt staten eller statslig kontrol og er heller ikke "etableret" som Kirken i England, Church of England, er det indenfor England. Kirken i Skotland blev formelt anerkendt som uafhængig af de britiske myndigheder ved kirkeloven af 1921 der afgjorde århundredgamle stridigheder om forholdet mellem stat og kirke og om myndigheden over kirkens anliggender.
Den skotske reformation blev indledt i 1560 og ledet af calvinisten John Knox, og i løbet af 1600-tallet og 1700-tallet opretholdt den skotske kirke sin teologi og holdt tæt kontrol med befolkningens moral. Kirken har haft betydelig indflydelse på den kulturelle udvikling i Skotland i moderne tid. Øvrige protestantiske kirkesamfund i Skotland er Den frie kirke i Skotland (Free Church of Scotland), en udbrydergruppe fra Kirken i Skotland, der prædiker en mere konservativ udgave af calvinismen, og Den skotske episkopale kirke (Scottish Episcopal Church), der er at betragte som en del af det anglikanske kirkesamfund. Metodisterne er en lille kirkegruppe i Skotland ligesom Kongregationalistkirken, et kirkesamfund som den berømte skotte David Livingstone var medlem af.
Katolicismen i Skotland overlevede reformationen, specielt på afsidesliggende øer som Uist og Barra til trods for den hårde undertrykkelse fra 1500-tallet og til slutningen af 1700-tallet. Katolicismen blev styrket specielt i det vestlige Skotland i løbet af 1800-tallet ved indvandring fra Irland.
Dele af Skotland, specielt det vestlige bælte omkring Glasgow, har oplevet problemer på grund af sekterisme, specielt på grund af fodboldrivalisering mellem det katolske fodboldhold Celtic og det protestantiske hold Rangers.
Islam er den største ikke-kristne religion i Skotland, men der eksisterer også betydelige samfund med jøder og sikher, specielt i Glasgow. Hele 28 % af befolkningen i Skotland angiver, at de ikke tilhører nogen form for religion, og dette udgjorde den næststørste andel af svarene i en undersøgelse i 2001.

## Uddannelse
Uddannelsessystemet i Skotland er skilt fra Storbritanniens og har en særpræget historie, ved at Skotland var det første land siden Sparta i antikkens Grækenland, som indførte et alment skolesystem. De første rødder var i loven om uddannelse af 1496, der for første gang introducerede obligatorisk uddannelse for adelens ældste sønner. Derefter blev princippet om generel almen uddannelse indført ved reformationens etablering af den nationale Kirk, der i 1561 dannede et nationalt program for åndelig reform, inkluderet en skole i hvert sogn.
Uddannelsen blev til sidst lagt ind under statens kontrol og blev obligatorisk for alle børn ved indførelsen af loven om uddannelse af 1872 og fremover. Som et resultat af dette har Skotland i de sidste to hundrede år haft en højere procentandel af befolkningen, der er uddannet i grundskole, videregående skole, universiteter og højskoler end noget andet land i Europa. Forskellene i uddannelse har manifesteret sig på mange måder, men det mest mærkbare er antallet skotter, som blev innovatorer på deres respektive fagområder i løbet af 1700-tallet og 1800-tallet.
Elever i Skotland tager en "Standard Grade"-eksamen, når de er 15 eller 16 år, nogle gange også tidligere, i otte fag inkluderet obligatorisk eksamen i engelsk, matematik, et fremmedsprog, et videnskabeligt fag og et socialt fag. Hver skole kan variere disse obligatoriske kombinationer. Eleven kan forlade skolen i 16-årsalderen eller vælge at blive på skolen og tage højere eksamener. Et mindre antal elever ved nogle private, uafhængige skoler kan følge et engelsk system i stedet for det skotske.
Skotske myndigheder finansierer over 40 højskoler for højere uddannelse, hvor studenter kan studere for at opnå mere arbejdsrettede kvalifikationer; diplom, og specialistkurs indenfor kunst eller jordbrug.
Skotland har 13 universiteter og en universitetshøjskole, herunder 4 universiteter som blev grundlagt i middelalderen:
- Universitet i St Andrews, grundlagt i 1413
- Universitet i Glasgow, grundlagt i 1451
- Universitet i Aberdeen, grundlagt i 1495
- Universitet i Edinburgh, grundlagt i 1583

Studenter, som studerer med henblik på en bachelor-grad ved et skotsk universitet, må studere i fire år, med mulighed for at tage en ordinær eksamen efter bare tre år, eller studere yderligere et år for at lave en hovedopgave (honours degree). I modsætning til resten af Storbritannien skal en skotsk student ikke betale for undervisningen, men betaler ved uddannelsens afslutning, og da en reduceret afgift på omkring £2000. Skotske studenter, som studerer udenfor Skotland, men i Storbritannien, kan også slippe med en reduceret betaling for undervisningen. Dette er afhængigt af, hvor meget den valgte institution kræver. Alle skotske universiteter tiltrækker en stor andel af studenter fra øvrige lande, og mange har også forbindelser med institutioner i andre lande.

## Kultur

### Musik
Musiklivet i Skotland er en betydelig del af skotsk kultur og har både en traditionel og en moderne baggrund. Skotlands mest berømte instrument er sækkepiben, et blæseinstrument der har en eller flere fløjter, som konstant får luft fra en sæk, hvilket har givet navn til instrumentet. Violin og harmonika er også traditionelle skotske instrumenter, der har haft stor indflydelse på skotske dansebands i landsbyer. Berømte folkemusikere fra nyere tid er navne som Andy Stewart, The Corries og den samtidige Dougie MacLean. Traditionel skotsk musik blev videreført af skotske emigranter i Nordamerika og fik dér tidligt en betydelig indflydelse på traditionel musik, eksempelvis som countrymusik.
Moderne skotsk popmusik er blevet skabt af mange internationale bands som Mogwai, The Bay City Rollers, Primal Scream, Simple Minds, The Proclaimers, Deacon Blue, Texas, Franz Ferdinand, Biffy Clyro, Belle & Sebastian, Idlewild, og Travis, foruden solomusikere som Gerry Rafferty, Lulu, Annie Lennox og Lloyd Cole, og desuden verdensberømte grupper, som synger på skotsk gælisk som Runrig og Capercaillie. Sidstnævnte har også fået selskab af gælisk pønkeband som Oi Polloi, som har givet en oldtidskultur en ny stemme.

### Mad og drikke
Skotsk øl har gennem tiden og i dag mange lighedspunkter med de øltyper der blev og bliver brygget i det sydlige England. Overgæret (varmgæret) ale har begge steder stor udbredelse. Den skotske er dog normalt sødere og mere maltet (smag fra forarbejdet korn). Deres øl er også typisk mindre bittert end det man finder i Sydengland. Humlen, som giver bitterheden til øllet kan ikke dyrkes i Skotland, grundet det kolde klima. Derfor var skotsk øl tidligere oftest brygget med lokale urter, som f. eks lyng, i stedet for det dyrt importerede humle. I dag er der stadig enkelte bryggerier der anvender urter. Den skotske by Edinburgh er hjemsted for den største bryggeri koncern i Storbritannien, Scottish & Newcastle, som i dag er en del af det hollandske Heineken.

## Sport
Skotland har sine egne sportskonkurrencer såsom Den skotske rugbyunion (Scottish Rugby Union) og Den skotske fodboldliga (Scottish Football League), hvor den øverste liga hedder Scottish Premier League. Det giver landet selvstændig deltagelse i mange internationale idrætsbegivenheder som for eksempel Verdensmesterskabet i fodbold og Commonwealth Games, men bemærkelsesværdigt nok ikke ved de De Olympiske lege.
Fodbold er den mest populære sport i landet, både med hensyn til antallet af spillere og tilskuere. Skotlands fodboldforbund (Scottish Football Association) er det næstældste fodboldforbund i verden, og det nationale fodboldhold var vært og spillede i verdens første internationale fodboldkamp. Det skotske cupmesterskab er verdens ældste nationale pokalspil.
Skotske fodboldklubber har haft en relativt stor grad af succes internationalt til trods for landets lille befolkning. I europæiske mesterskaber har Celtic FC, Rangers FC og Aberdeen FC alle vundet europæiske mesterskaber, men kun Celtic har vundet den europæiske fodboldcup, nu Champions League. Celtic vandt cuppen i 1967 som det første britiske hold og faktisk også det første hold fra Nordeuropa. Holdets sejr var vigtig i fodboldhistorien, blandt andet fordi sejren blev vundet af et hold, hvor ingen af spillerne var født mere end 50 km fra klubbens hjemmebane, Celtic Park.
Professionelle rugbyhold i Skotland deltager i Celtic League, men landet opretholder en national liga for amatører og semiprofessionelle klubber.
Shinty, et holdspil med køller og bold, bliver drevet af Camanachd Association og spilles primært i størstedelen af det skotske højland, men også på de fleste universiteter og byer.
Skotland er det land, hvor golf blev opfundet, og er meget kendt for sine mange golfbaner, heraf mange gamle og traditionsrige, blandt andet Gleneagle og St Andrews.
Skotland er også "hjemstedet" for curling, selv om det ikke længere er så populært, som det er i Canada. Men det er fortsat mere populært i Skotland end i øvrige europæiske lande.
Manddomsprøven Højlandslege er et andet karakteristikum for Skotland, og er en betydelig del af landets nationale sportskultur.

## Medier
Skotland har en veludviklet medieverden. Der produceres mange nationale aviser som Daily Record, Skotlands ledende tabloidavis, The Herald, og The Scotsman. Store regionale dagsaviser er The Curier i Dundee i øst og The Press og Journal i Aberdeen i nord.
BBC har en egen afdeling for Skotland, herunder egne nationale radiokanaler, BBC Radio Scotland og BBC Radio nan Gaidheal. Sidstnævnte har skotsk gælisk tale. Blandt uafhængige radiokanaler findes blandt andet Clyde 1, Forth One og Real Radio.
I tillæg til radio driver BBC også to andre nationale TV-stationer. De to største kommercielle TV-stationer er Scottish TV og Grampian TV som i løbet af 2006 blev slået sammen til STV (= Scottish TV) mens Border TV, baseret i Cumbria i England, vises i Dumfries, Galloway og i grænseområdet. Tele-G er den eneste gæliske TV-station, som har udsendelser mellem klokken 18.00 og 19.00 hver aften. Både BBC Scotland og skotske ITV-kanaler har nyhedsprogrammer foruden også nogle gæliske sprogprogrammer. Af rene nyhedskanaler findes BBCs "Reporting Scotland" og "Newnight Scotland", foruden regionale programmer som Scottish TVs "Scotland Today" og Grampian TVs "North Tonight". "Lookaround" er nyhedsprogrammet i Border TV.

## Transport
Skotland har fire internationale hovedlufthavne: Glasgow, Edinburgh, Prestwick og Aberdeen, som har forbindelser til en række europæiske og internationale ruter. Highland & Islands Airports har ti regionale flypladser, som har ruter til mere afsidesliggende steder i Skotland.
Der er ikke et eget nationalt ruteselskab, men flere små selskaber med hovedkontor i Skotland, inkluderet Loganair, Flyglobespan, Air Scotland og ScotAirways.
Skotland har et omfattende jernbanenetværk, som nu bliver drevet uafhængigt af det øvrige Storbritannien. East Coast, West Coast Mainlines og Cross Country Line forbinder de største byer med det engelske jernbanenet. First ScotRail har ruter inden for Skotland. De skotske myndigheder har vedtaget en politik, som forpligter landet til bygge nye jernbaner og genåbne nedlagte.
Skotske motorveje bliver vedligeholdt og administreret af de skotske myndigheder, mens de øvrige bliver administreret af lokale autoriteter i deres respektive områder. Landets mest travle motorvej er M8, som strækker sig fra udkanten af Edinburgh til det centrale Glasgow og derfra til Renfrewshire.
Færger opererer mellem fastlandet og øerne. Superfast Ferries i Rosyth er den eneste færgetjeneste, der forbinder Skotland med det europæiske kontinent.

## Skotske nationalsymboler
- Skotlands flag, "Saltire" eller "St Andrew's Cross" (Sankt Andreaskors), dateres tilbage til 800-tallet og er derfor et af de ældste nationalflag i verden. Motivet indgår også som en del af det britiske unionsflag.
- Det kongelige skotske banner (Royal Standard of Scotland) viser Skotlands kongelige våbenskjold (en stejlende løve) og bliver ofte set ved sportsbegivenheder med skotske hold. Det er teknisk set monarkens ejendom, og al anden brug er derfor ikke lovlig, skønt forbuddet stort set bliver ignoreret.
- Enhjørningen bliver også brugt som våbenskjold for Skotland. Det kongelige våbenskjold før 1603 benyttede den stejlende løve omgivet af to enhjørninger. Efter unionen blev våbenskjoldet gjort til den ene fjerdedel sammen med de tilsvarende for England og Irland, og den ene enhjørning blev byttet ud med en løve (symbolet for England).
- Tidselen er Skotlands nationalblomst og findes på mange skotske symboler og mærker samt på Storbritanniens mønter. Hedelyng bliver også betragtet som et nationalsymbol.
- Flower of Scotland er den sang, som synges som nationalsang for Skotland og spillet ved internationale begivenheder som fodbold eller rugby, når det nationale hold er involveret. Efter indførelsen af selvstyret er det blevet mere og mere debatteret, om dette virkelig er nationalsangen. Øvrige kandidater er Scots Wha Hae og Scotland the Brave.
- Skotskternet er et specielt vævemønster i tekstil som ofte signaliserer en speciel skotsk klan og bliver brugt på fx kilte.
- St Andrew’s Day, den 30. november, er nationaldagen, skønt Burn's Night er ved at have mere omfattende deltagelse. Tartandagene er en senere opfindelse fra USA. Der er for tiden en kampagne i det skotske parlament for at gøre St. Andrew’s Day til en national helligdag.